# بی.وی. کارانت
بی. وی. کارانت (انگلیسی: B. V. Karanth; ۱۹ سپتامبر ۱۹۲۹ – ۱ سپتامبر ۲۰۰۲) آهنگساز، کارگردان فیلم، فیلم‌نامه‌نویس، هنرپیشه اهل هند بود.
وی برنده جایزه ملی فیلم بهترین کارگردانی شده‌است.
او در فیلم درخت شجره‌نامه بازی کرده است.